# Larry Squire
Pour les articles homonymes, voir Squire.
Larry Ryan Squire, né le 4 mai 1941 est un neuroscientifique américain, professeur de psychologie à l'université de Californie à San Diego et chercheur au Veterans Affairs Medical Center de San Diego. Il mène des recherches sur les bases neurophysiologiques de la mémoire, qu'il étudie à l'aide de modèles animaux et chez les patients atteints d'amnésie. 

## Biographie
Larry Squire obtient son diplôme à l'Oberlin College, où il a étudié avec Celeste McCollough et un doctorat du Massachusetts Institute of Technology, où il étudie sous la direction de Peter Schiller et Hans-Lukas Teuber. Il fait une recherche postdoctorale au Albert Einstein College of Medicine.
Larry Squire est nommé professeur à l'université de Californie à San Diego. Il publie des articles et deux livres, Mémoire et cerveau (1987) et Mémoire: de l'esprit aux molécules avec Eric Kandel (2009). Il est rédacteur en chef du manuel Fundamental Neuroscience et de History of Neuroscience in Autobiography.

## Activités de recherche
Larry Squire a mis en lumière l'anatomie et le phénotype de la déficience de la mémoire humaine, a identifié les composants anatomiques du système de mémoire du lobe temporal médial (avec Stuart Zola), a introduit la distinction biologique entre la mémoire déclarative et non-déclarative, a exploré les systèmes de mémoire conscients et inconscients du cerveau des mammifères. et a aidé à établir le compte standard de consolidation de la mémoire

## Honneurs et distinctions
En 1993-1994, Squire est président de la Society for Neuroscience. Il est membre de l'Académie nationale des sciences depuis 1993 et a siégé au conseil des gouverneurs de 2009 à 2012. Il est élu à l'Académie américaine des arts et des sciences, à la Société américaine de philosophie en 1996 et à Académie nationale de médecine des États-Unis en 2000.
Il a reçu le prix Charles A. Dana pour ses réalisations dans le domaine de la santé en 1993, le Distinguished Scientific Contribution Award de l'Association américaine de psychologie en 1993, le Fellow William James de l'Association for Psychological Science en 1994, le prix William Middleton décerné par le Département des Anciens combattants des États-Unis en 1994, le prix Metropolitan Life pour la recherche médicale en 1999, le prix Karl Spencer Lashley de l'American Philosophical Society en 1995, « pour sa contribution à la délimitation des systèmes de mémoire implicites et explicites dans le cerveau », le prix McGovern de l'Association américaine pour l'avancement des sciences en 2004, la médaille Herbert Crosby Warren de la Society of Experimental Psychologists en 2007, le prix de la revue scientifique de l'Académie nationale des sciences en 2012, et le prix Goldman-Rakic de la Fondation de recherche sur le cerveau et le comportement en 2012. 
Il obtient un doctorat honoris causa de l'université de Bâle en 2010

## Travaux

### Ouvrages
- (en) Memory and Brain. New York ; Oxford : Oxford University Press, 1987. XII, 315 p. (ISBN 0-19-504208-5)
- (en) avec Eric Kandel, Memory: from Mind to Molecules, 2nd Edition.  Greenwood Village: Roberts & Co.  (ISBN 0981519415)
- (en) Fundamental Neuroscience. 4th ed. San Diego, CA : Academic Press, 2012. (première édition : 2003 ; deuxième édition : 2008.) 1426 p. avec CD  (ISBN 9780123858702)

### Articles
- (en) Memory and Brain Systems: 1969-2009,  The Journal of Neuroscience, 29, 12711-12716, 2009.
- (en) avec J. T Wixted, The Medial Temporal Lobe and the Attributes of Memory , Trends in Cognitive Sciences, 15, 210-217, 2011.
- (en) avec J.T. Wixted, The Cognitive Neuroscience of Human Memory since H.M., Annual Review of Neuroscience, 34, 259-288, 2011.
- (en) en collaboration avec plusieurs autres auteurs, Human Amnesia and the Medial Temporal Lobe Illuminated by Neuropsychological and  Neurohistological Findings for Patient E.P., Proceedings of the National Academy of Sciences, U.S.A., 110, E1953-E1962.